# Wilson (Luisiana)
Wilson es una villa ubicada en la parroquia de East Feliciana en el estado estadounidense de Luisiana. En el Censo de 2010 tenía una población de 595 habitantes y una densidad poblacional de 84,4 personas por km².

## Geografía
Wilson se encuentra ubicada en las coordenadas 30°55′22″N 91°6′21″O / 30.92278, -91.10583. Según la Oficina del Censo de los Estados Unidos, Wilson tiene una superficie total de 7.05 km², de la cual 7.02 km² corresponden a tierra firme y (0.4%) 0.03 km² es agua.

## Demografía
Según el censo de 2010, había 595 personas residiendo en Wilson. La densidad de población era de 84,4 hab./km². De los 595 habitantes, Wilson estaba compuesto por el 19.83% blancos, el 78.82% eran afroamericanos, el 0% eran amerindios, el 0% eran asiáticos, el 0% eran isleños del Pacífico, el 0.17% eran de otras razas y el 1.18% pertenecían a dos o más razas. Del total de la población el 0.17% eran hispanos o latinos de cualquier raza.